# Bérard de Got
Bérard de Got ou Goth (né vers 1250 au Château de Villandraut, dans la Gironde et mort le 27 juin 1297 en France) est un cardinal français et archevêque de Lyon du XIIIe siècle.

## Biographie
Bérard de Got est le fils du seigneur Béraud de Goth (1233-1283) et de Ide de Blanquefort,. Son frère, Bertrand, est élu pape sous le nom Clément V. Son oncle, Bertrand de Goth, est évêque d'Agen et de Langres, et son neveu Raymond de Got (1305) est créé cardinal.
Bérard de Got est archidiacre de Montalda. Il est élu archevêque de Lyon en 1289.
L'historien Bruno Galland indique qu'il appartient à la clientèle du roi d'Angleterre et par delà considéré comme un proche des intérêts de la maison de Savoie. Lors de sa désignation en août 1290 par le pape Nicolas IV, afin d'arbitrer le conflit entre le comte de Savoie et l'évêque de Genève Guillaume de Conflans, ce dernier le récuse de immédiatement considérant que le Primat des Gaules est à la solde du comte, qu'il « a même offert à celui-ci la ville de Lyon pour en disposer comme de son comté ». 
Le nouvel archevêque fait la paix avec son Chapitre, contrariant ainsi les intérêts savoyards, le comte ayant pour habitude de jouer les arbitres entre le prélat, les chanoines et la population.
Le pape Célestin V le crée cardinal lors du consistoire du 18 septembre 1294. Avec le cardinal Simon de Beaulieu, il est légat apostolique pour négocier une paix entre les rois Philippe IV de France et Édouard Ier d'Angleterre[réf. nécessaire].
Le cardinal de Got participe au conclave de 1294 (élection de Boniface VIII).